# 岡田眞樹
岡田 眞樹（おかだ まさき、1950年4月23日 - ）は、日本の外交官。2011年（平成23年）8月26日からタンザニア駐箚特命全権大使。

## 経歴・人物
千葉県生まれ、東京都出身。1973年（昭和48年）京都大学法学部を卒業して、外務省に入省する。ドイツ語研修（在ドイツ）を経て、ドイツ、中国、シンガポールなどに在勤。ドイツ語圏には通算12年間在勤。
海外広報課長、欧亜局東欧課長、通信課長、報道担当参事官、儀典長（大使）、フランクフルト総領事、外務省大臣官房広報文化交流部長、国際貿易・経済担当大使を経て、2006年から2008年まで在デンマーク大使。2009年（平成21年）7月、農畜産業振興機構理事。2011年（平成23年）8月26日からタンザニア駐箚特命全権大使。2016年6月、一般財団法人自治体衛星通信機構監事。2024年、瑞宝中綬章受章。

## 同期
- 河野雅治（11年駐伊大使・09年駐露大使・07年外務審議官・05年総合外交政策局長）
- 塩尻孝二郎（11年EU大使・08年駐インドネシア大使・05年外務省大臣官房長）
- 天野万利（07年OECD事務次長）
- 塩崎修（08年駐ホンジュラス大使）
- 坂場三男（08年駐ベトナム大使・06年外務報道官・中南米局長）
- 伊藤哲雄（09年駐ハンガリー大使・05年駐カザフスタン大使）
- 加来至誠（11年駐ホンジュラス大使、07年駐エルサルバドル大使）
- 野川保晶（12年駐ニュージーランド大使、07年駐ミャンマー大使）
- 杉本信行（01年上海総領事）
- 鈴木一泉（10年駐コロンビア大使）
- 中村滋（11年駐マレーシア大使・06年駐サウジアラビア大使・04国際情報統括官）
- 岩谷滋雄（10年駐オーストリア大使・07年駐ケニア大使）
- 鹿取克章（11年駐インドネシア大使・06年駐イスラエル大使）
- 黒田義久（10年駐ウズベキスタン大使）
- 塩口哲朗（11年駐ベネズエラ大使・08年駐ヨルダン大使・06年国際協力銀行理事・04年駐コートジボワール大使）
- 水野達夫（07年駐ネパール大使）
- 堀江正彦（07年駐マレーシア大使・04年駐カタール大使）
- 神谷武（11年駐パラグアイ大使・08年駐アルジェリア大使）
- 小林正雄（11年駐ガボン大使・10年官房調査官）
- 並木芳治（10年駐コスタリカ大使）
- 佐藤博史（12年駐キューバ大使）
- 川原英一（13年駐グアテマラ大使）
- 吉田潤（13年駐モーリタニア大使）